# Andrzej Filipowicz
Andrzej Filipowicz (* 13. Mai 1938 in Warschau) ist ein polnischer Schachspieler, Schiedsrichter und Journalist.

## Leben
Filipowicz promovierte 1971 an der Technischen Universität Warschau. Er war Redakteur verschiedener Schachzeitschriften. Seit Mitte der 1970er Jahre übernahm er Funktionen beim polnischen Schachverband und bei der FIDE. Im Jahre 1975 erhielt er vom Weltschachbund den Titel eines Internationalen Meisters (IM). 1984 ernannte die FIDE ihn zum Internationalen Schiedsrichter. Im Jahre 2006 wurde Filipowicz Ehrenmitglied der FIDE.

## Schach

### Turniere
In den Jahren 1959 bis 1980 spielte Filipovicz achtzehn Mal im Finale der Polnischen Meisterschaften. Er wurde 1971 geteilter Dritter und in den Jahren 1960, 1966, 1967, 1970 und 1979 jeweils Vierter.
1964 gewann er das 2. Rubinstein-Gedenkturnier in Polanica-Zdrój vor Bruno Parma, Vlastimil Hort, Lubomir Kavalek und Włodzimierz Schmidt. 1966 beim vierten Rubenstein-Gedenkturnier in Polanica-Zdrój, das Smyslow gewann, spielte er ebenfalls mit. Es folgten weitere Turniere in Polen, Gausdal, Esbjerg, Bagneux und Rom.

### Mannschaftsmeisterschaften
Ab der Schacholympiade 1960 in Leipzig bis einschließlich der Schacholympiade 1972 in Skopje nahm er an sechs Schacholympiaden teil. Bei der Schacholympiade 1978 in Buenos Aires war er als zweiter Reservespieler nominiert worden, blieb aber ohne Einsatz.
Außerdem spielte er 1973 bei der Europa-Mannschaftsmeisterschaft in Bath.
Vereinsschach spielte Filipowicz bis 1959 für Polonia Warschau, anschließend für die Mannschaft von WKSz Legion Warschau, mit der er auch 1986 und 1988 am European Club Cup teilnahm. Insgesamt beteiligte er sich ab 1954 bis 1991 an 27 polnischen Mannschaftsmeisterschaften und wurde elfmal (1959, 1960, 1961, 1963, 1964, 1967, 1969, 1972, 1980, 1986 und 1989) polnischer Mannschaftsmeister.

### Letzte Turniere
Zwei seiner letzten Turniere spielte er 1990 und 1991 in Dortmund. Im Jahre 1990 wurde Filipowicz Vierter vor Alexei Suetin im Open der Dortmunder Schachtage, das Sergey Janowsky gewann. Im Dortmunder Open 1991, das Juri Balaschow als Sieger sah, spielte er ebenfalls.
Im Jahre 1993 beendete Filipowicz seine Schachkarriere, er wird daher bei der FIDE als inaktiv geführt.

### Internationaler Schiedsrichter

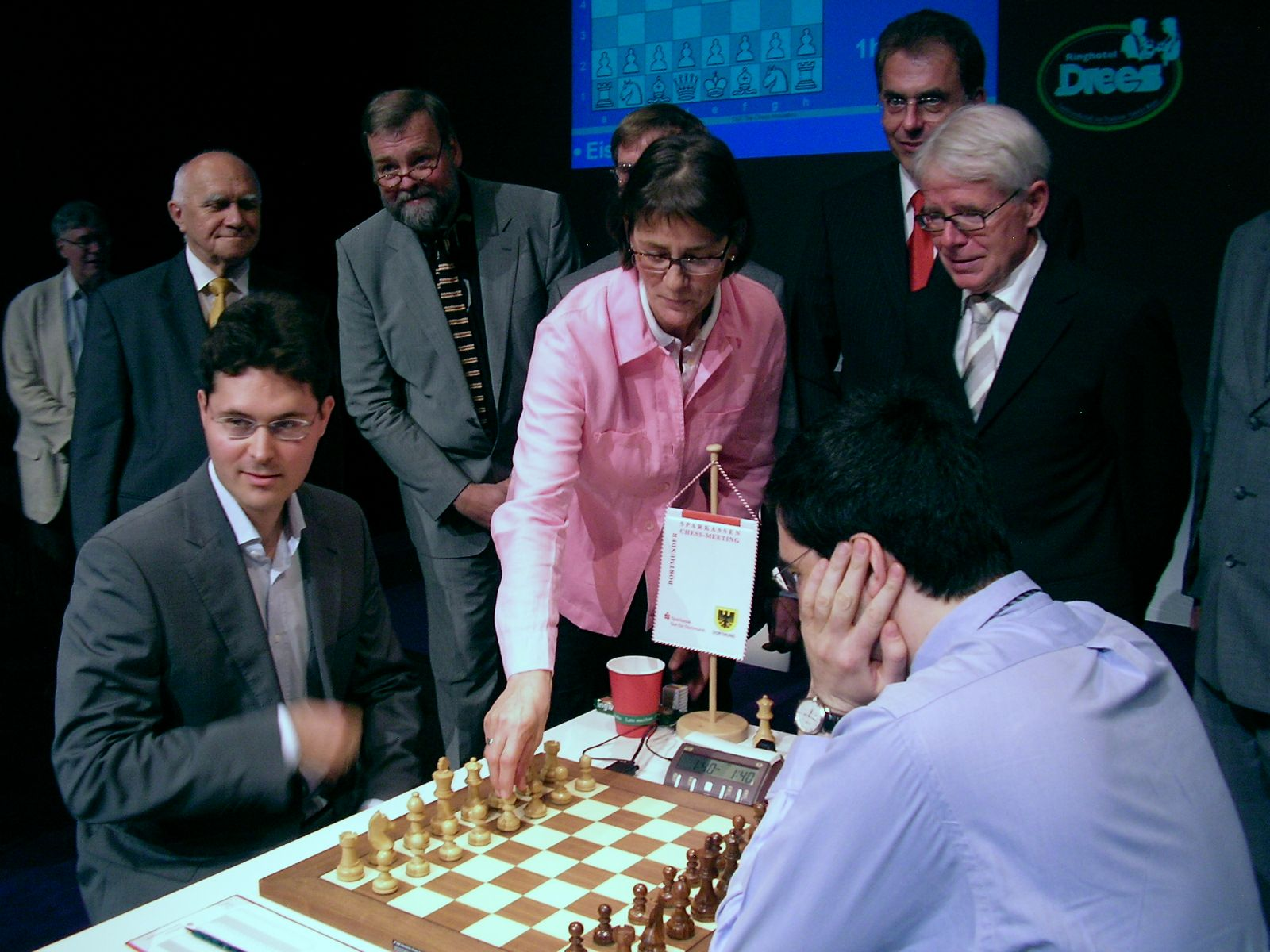
Start der ersten Runde in Dortmund 2009: vorn Leko - Kramnik, hinter Leko stehend Filipowicz

Seit Mitte der 1990er Jahre fungiert er als Schiedsrichter bei vielen Schachveranstaltungen, wie seit vielen Jahren als Hauptschiedsrichter bei den Dortmunder Schachtagen und bei der Schachweltmeisterschaft 2014 in Sotschi.
- Sparkassen Chess Meeting 2014
- Women’s World Rapid Championship 2014
- Dortmunder Sparkassen Chess Meeting 2013
- FIDE World Rapid Chess Championship 2013
- 8th Tal Memorial. Blitz 2013
- European Youth Chess Championship 2012

Als Schiedsrichter hatte er beachtliche Erfolge, unter anderem bei der Weltmeisterschaft zwischen Garri Kasparow und Wladimir Kramnik im Jahr 2000 in London, Weltmeisterschaft im Blitzschach 2006, Junioren-Weltmeisterschaft 2010, Weltmeisterschaften im Schnellschach 2012, Gedenkturnieren für Michail Tal (2012, 2013) und wiederholt Eliteturniere der Dortmunder Schachtage.

## Werke
- Dzieje Polskiego Związku Szachowego do 1956 roku. Wydawnictwo "O-K", Warschau 2007, ISBN 83-903149-8-3